# École Sainte-Germaine de Montréjeau
Pour les articles homonymes, voir Sainte-Germaine.
École Sainte-Germaine de Montréjeau est un établissement scolaire catholique à Montréjeau dans la Haute-Garonne, allant de la maternelle à l'école primaire.
Le couvent, l'école et la chapelle sont dédiés à sainte Germaine.

## Histoire
Sur le legs d'un terrain appartenant au Baron de Lassus, la commune de Montréjeau demande alors à la Congrégation des sœurs du Saint Nom de Jésus de Toulouse de venir y installer une communauté de sœurs hospitalières permettant d'assurer l'éducation et l'instruction des enfants. 
La première pierre du couvent fut posée en 1842. 
En 1885, la Congrégation est affiliée à l’ordre dominicain devenant ainsi la Congrégation des sœurs Dominicaines du Saint Nom de Jésus,.

## L'institution
Les bâtiments extérieurs des classes de la maternelle et de l'école primaire ont été construits en 1980.
En 1996, l'internat et le collège sont fermés.
En 2019, l’institution compte environ 80 élèves allant de la maternelle à l'école primaire.
Il y a une classe de maternelle et trois classes de primaire.

## Couvent Sainte-Germaine
En 2020, le couvent héberge une dizaine de sœurs âgées.

### Prieur
- 1941 : sœur Catherine de Sienne Carreau.
- 2020 : sœur Marie-Anne de Villers.

### Intérieur du couvent

#### Chapelle Sainte-Germaine de Montréjeau
L'intérieur de la chapelle est très lumineux grâce à ses 13 grand vitraux (latérale : 2 x 5 ; abside : 3 ) et sa rosace.
À l'intérieur, le mobilier en bois (bancs, stalles) sont en très bon état.
La chapelle n'est plus utilisée depuis 2009, elle était utilisé lorsque l'église Saint-Jean-Baptiste était en travaux de restauration,.
Délaissée depuis 2008, l'intérieur s'est détérioré (plaques de plâtre détacher du plafond, installation électrique ancienne) des travaux de nettoyage et de restauration sont nécessaires.

### Galerie

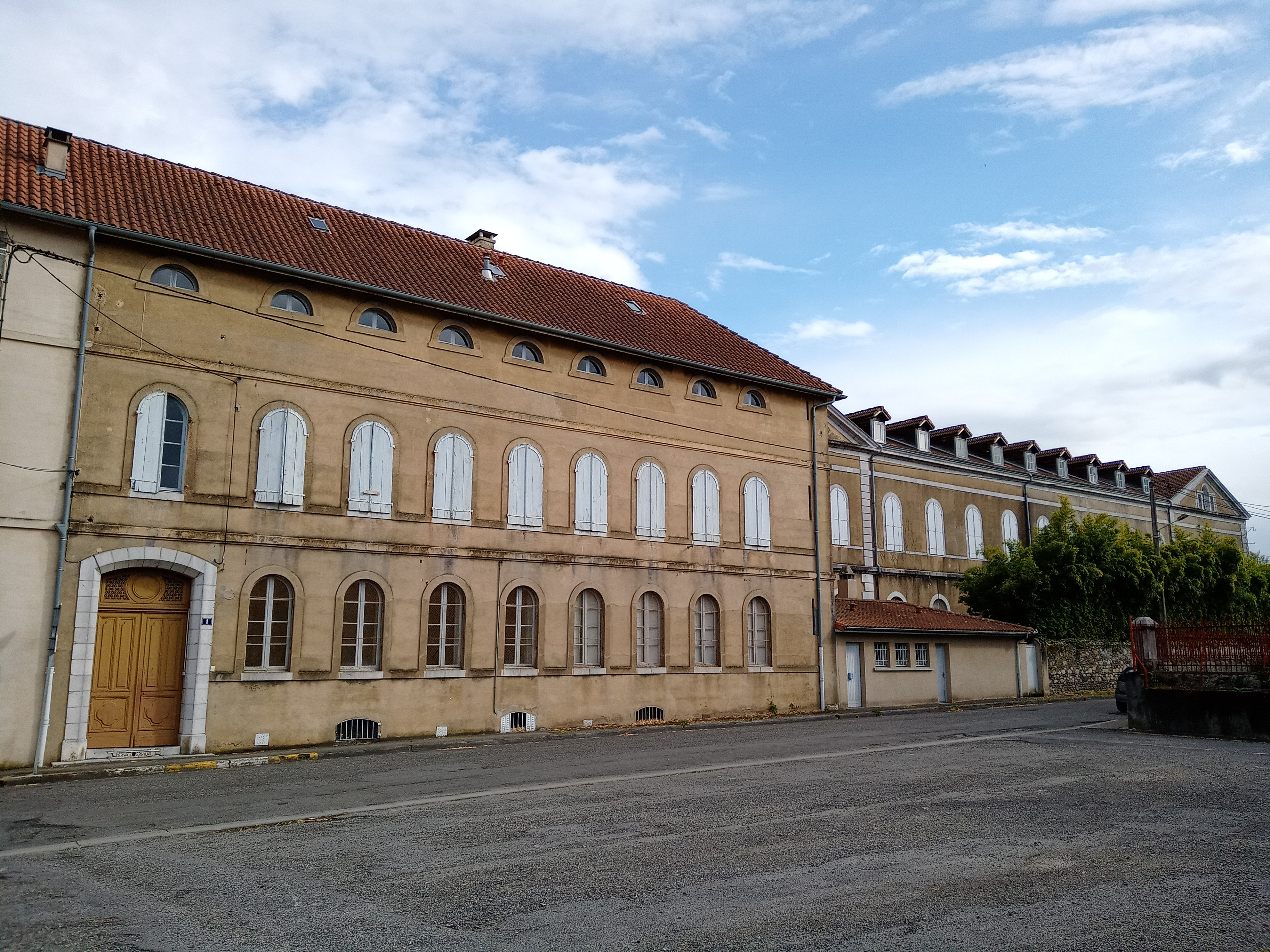
Extérieur du couvent et de l'ancien collège et internat
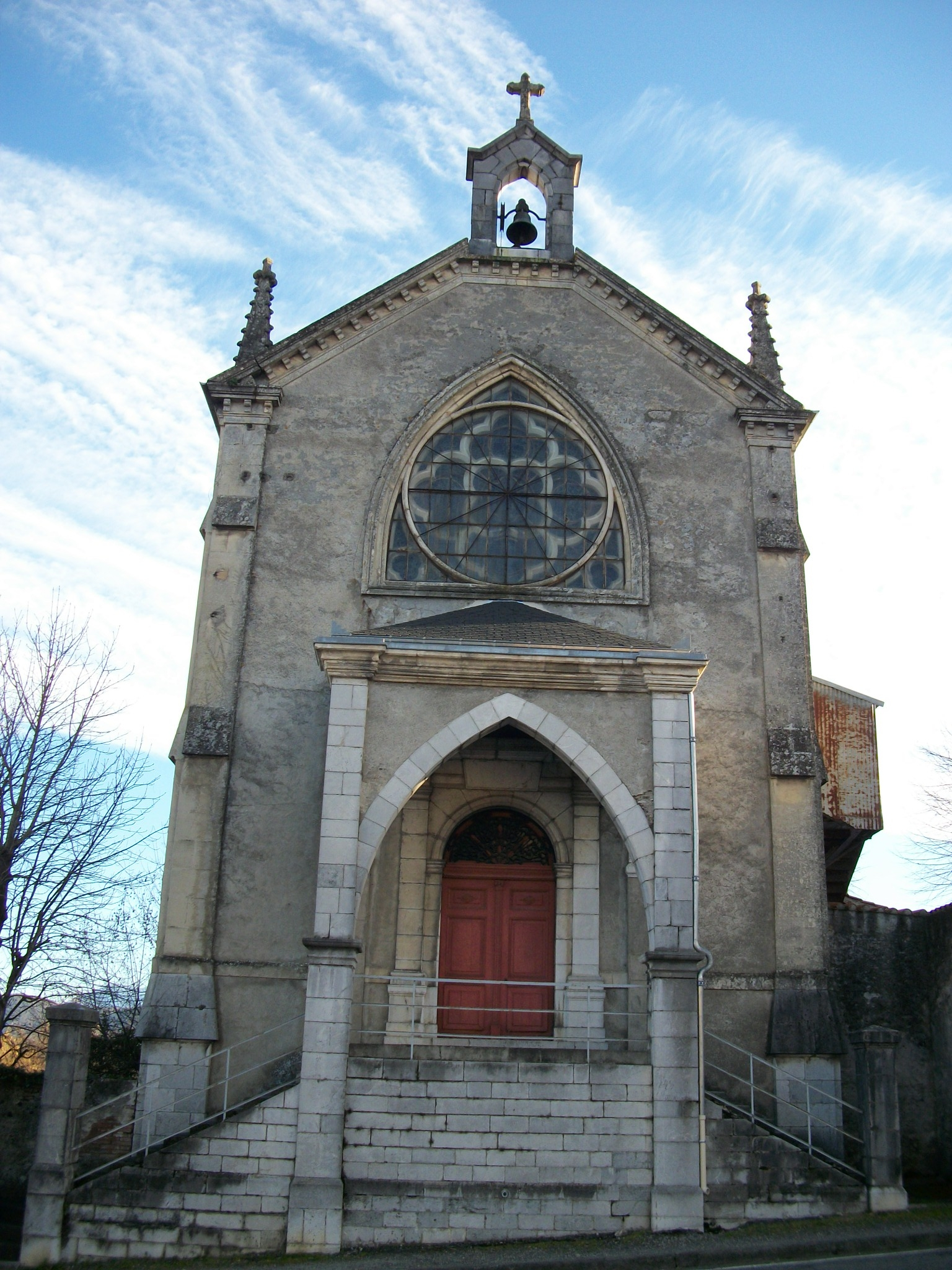
Façade nord avec l'entrée principale, la rosace et la campanile